# Заря (Краматорский район)
Заря (укр. Зоря) — посёлок в Краматорском районе Донецкой области Украины.
Население по переписи 2001 года составляло 976 человек. Почтовый индекс — 85184. Телефонный код — 6272.

## Местный совет
85184, Донецька область, Краматорський район, селище Зоря, вул. Каспійська, 56  (укр.)